# سلطنة الحواشب

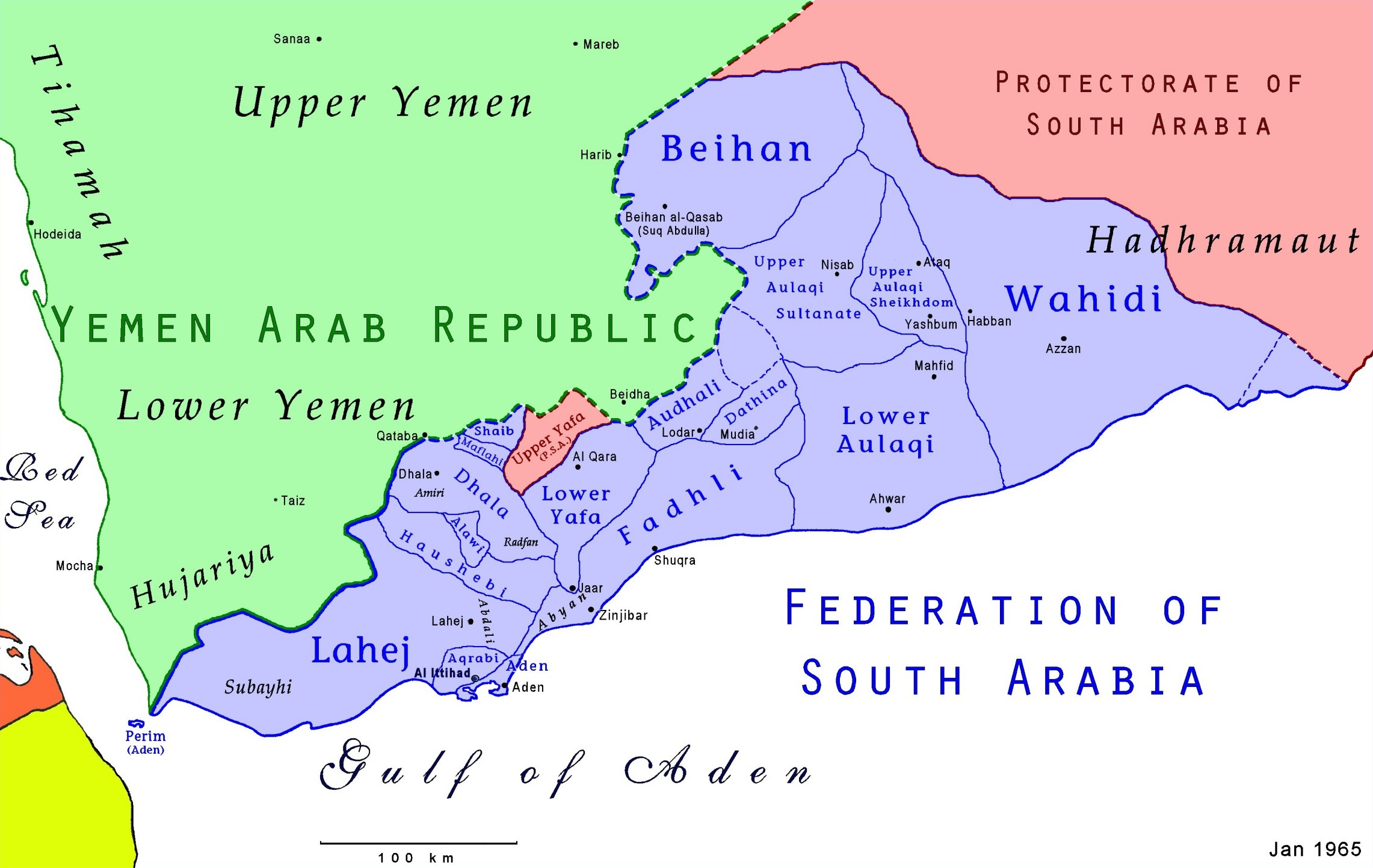
خريطة اتحاد الجنوب العربي

سلطنة الحواشب هي إحدى «الكانتونات التسعة» التي وقعت اتفاقات حماية مع الإمبراطورية البريطانية في أوائل القرن 19 وأصبحت جزءاً من محمية عدن البريطانية. في وقت لاحق أصبحت عضواً في اتحاد إمارات الجنوب العربي عام 1959 الذي خلفه اتحاد الجنوب العربي في عام 1963.

## تاريخ
تأسست في يافع وكانت مدينة المسيمير عاصمة سلطنة الحواشب (تقع حالياً في مديرية يافع). آخر سلاطين سلطنة الحواشب هو السلطان فيصل بن سرور حتى تم تأسيس جمهورية اليمن الديمقراطية الشعبية في عام 1967 هي الآن جزء من الجمهورية اليمنية.